# Simhah ben Samuel de Vitry
Simhah ben Samuel de Vitry (murió en 1105) fue un talmudista francés de los siglos XI y XII, alumno de Rashi y compilador de Majzor Vitry. Vivió en Vitry-le-François.

## Machzor Vitry
Machzor Vitry contiene decisiones y reglas concernientes a la práctica religiosa, además de responsa de Rashi y otras autoridades, tanto contemporáneas como anteriores. La obra se cita ya en el siglo XII en el Sefer ha-Yashar (n.º 620) de Jacob Tam como compilada por Simjá; y también se mencionan las fuentes de las que el compilador tomó su material (el Seder Rav Amram , las Halajot Gedolot y otras). Isaac ben Samuel, nieto de Simjá, también se refiere al Majzor Vitry compilado por su abuelo.
Posteriormente se hicieron varias adiciones a este majzor, una gran proporción de las cuales, designadas con la letra ת'  (= "tosafot"), son de Isaac ben Dorbolo. Este último a menudo añade su nombre a tales añadidos; y en un lugar dice claramente: "Estas explicaciones fueron añadidas por mí, Isaac b. Dorbolo; pero lo que sigue es del Majzor del propio R. Simchah de Vitry". Otras adiciones son de Abraham ben Nathan, autor de Ha-Manhig, y se designan con las letras אב"ן  sus iniciales.

### Manuscritos existentes del Majzor
Se conservan varios manuscritos de Majzor Vitry, el más antiguo de los cuales, según Abraham Berliner es el de Isaac Samuel Reggio, actualmente en la biblioteca del Seminario Teológico Judío de América (NY JTS 8092). Contiene Machzor Vitry propiamente dicho sin ningún añadido. Se dice que un segundo manuscrito, en la Biblioteca Bodleian, Oxford (Neubauer, Cat. Bodl. Hebr. MSS. n.º 1100), tiene anotaciones marginales de Eleazar ben Judah, autor del Sefer ha-Rokeach (Michael, Or ha-Chayim. n.º 1214). El tercer manuscrito se encuentra en la Biblioteca Británica (Cod. Add. Nos. 27.200 y 27.201), y contiene aún otras adiciones; este manuscrito sirvió como base para la edición de S. Hurwitz de Machzor Vitry publicada por la Sociedad Meḳiẓe Nirdamim (Berlín, 1893). La edición es muy defectuosa, ya que el editor no utilizó ningún juicio crítico en su trabajo; en lugar de los tratados originales, contiene algunos del Sefer ha-Terumah de Baruch ben Isaac y del Eshkol de Ravad. Un cuarto manuscrito se encuentra en Parma - Biblioteca Palatina Parm. 2574 (DeRossi cat. no. 159),  que parece ser de una antigüedad similar al manuscrito de Reggio. Dos artículos publicados recientemente sugieren que otro manuscrito (MS ex- Sassoon 535) es anterior (mediados del siglo XII), y que de hecho existe un corpus de trece manuscritos de Mahzor Vitry.
Los manuscritos de Klagsbald (MS ex-Sassoon 535), Biblioteca Británica (Cod. Add. Nos. 27.200 y 27.201), JTS (NY JTS 8092), Moscú (Guenzburg 481), y París (AIU H133) están digitalizados y disponibles en línea. Los demás se encuentran en bibliotecas.

### Adiciones al Majzor propiamente dicho
Majzor Vitry contiene muchas oraciones y poemas litúrgicos (piyyutim), que se distribuyen a lo largo de la obra. Además de estos poemas dispersos, el manuscrito de la Biblioteca Británica contiene (págs. 239–260) una colección de piyyutim que fue publicada por Brody bajo el título Kontres haPiyyutim. (Berlín, 1894). En la edición publicada de este Majzor también hay un comentario sobre la Hagadá de Pesaj, que, sin embargo, no concuerda con el de R. Simchah b. Samuel de Vitry impreso en Vilna en 1886. El último comentario, que concuerda con el citado por Abudraham como encontrado en Majzor Vitry, fue tomado de un manuscrito de ese Majzor, probablemente de la copia en pergamino propiedad del Gaón de Vilna, aunque no se menciona ningún manuscrito en particular en la edición de Vilna.
La versión publicada del Majzor Vitry incluye un comentario sobre Pirkei Avot. Este comentario está presente en el manuscrito de la Biblioteca Británica, pero no se encuentra en ninguna de las otras copias. En realidad, se trata de un comentario de Jacob ben Samson, quien fue discípulo de Rashi. En el actual Majzor se ha ampliado considerablemente. Muchos de los dichos midráshicos que se mencionan como tales en el Majzor Vitry se han preservado exclusivamente en esta obra. Por ejemplo, el pasaje referenciado (p. 332) del Midrash Tehillim ya no está presente en el midrash contemporáneo que lleva el mismo nombre. De igual manera, en el Majzor Vitry se pueden encontrar citas del Talmud de Jerusalén que no aparecen en las ediciones actuales de este último.

### Ediciones
Machzor Vitry fue publicado en 1891 por Mekitze Nirdamim. Una nueva edición, basada en el Cod. Agregar. Los números 27.200-27.201, Sassoon-Klagsbald 535, NY JTS 8092, Ginzberg 481, Bodleian 1100, Bodleian 1101 y Bodleian 1102 fueron publicados por Aryeh Goldschmidt entre 2003 y 2009.